# Txell Miras
Meritxell Miras (Sabadell, 1976), coneguda com Txell Miras, és una dissenyadora de moda catalana amb marca pròpia des del 2004.

## Trajectòria professional
Uns anys després de llicenciar-se en Belles Arts l’any 1999 per la Universitat de Barcelona, el 2003 va començar a treballar a Milà amb el dissenyador anglès Neil Barret, en la seva línia femenina. Barret, amb qui va treballar a temps parcial fins al 2016, la va animar a crear una marca pròpia, amb la qual va debutar a la passarel·la Gaudí el 2004. Hi va presentar una col·lecció que s’inspirava en la pel·lícula Persona d'Igmar Bergman.
La formació de Txell Miras en arts plàstiques confereix a les seves creacions un tret diferencial, del que destaca el seu interès per l'art conceptual que es manifesta amb el treball de la forma i del concepte. Els seus dissenys desestructuren la silueta i juguen amb les capes i els volums, amb una paleta limitada en què destaquen els colors blanc i negre. Amb aquestes desconstruccions i superposicions posa en qüestió el patronatge de la sastreria europea, motiu pel qual se l’ha relacionat amb la moda japonesa dels anys vuitanta i la belga dels noranta. Miras confessa que s’identifica amb la dissenyadora japonesa Rei Kawakubo i amb els belgues Maison Martin Margiela i Ann Demeulemeester. [Descorsetant] En les seves presentacions juga amb la fotografia, el cinema, la literatura i la música, i els empra per articular un discurs crític amb les elits. [Framing]
L’any 2024 va elaborar el vestuari de l’espectacle “Barcelona, Far al món” de la Cerimònia Inaugural de la Copa Amèrica de Vela a Barcelona.
L’últim projecte ha sigut la creació de l’uniforme de l’Orfeó Català i els de tota la resta de formacions de l’Escola Coral del Palau de la Música Orfeó Català.

## Premis i reconeixements
Al llarg de la seva trajectòria Txell Miras ha obtingut diferents premis i guardons per la seva feina. L’any 2005 va rebre el Premi Lancôme com a Millor Dissenyador Jove de l’any de la Passarel·la Gaudí i l’any següent el Premi “Barcelona és moda” al Millor Professional del Sector de la Cambra de Comerç de Barcelona. Al 2007 va ser finalista dels Mango Fashion Awards “El Botó” i dels Gen Art New York Fashion Awards. Nominada el 2009 a la London International Creative Competition, el 2010 va obtenir el premi On/Off que atorga la London Fashion Week. L’any 2016 va ser guardonada amb el Premi a la Millor Col·lecció de 080 Barcelona Fashion.
El seu nom ha estat inclòs en llibres de referència com European Young Fashion Designers o 100 New Fashiondesigners.

## Col·leccions
La col·lecció Descorsetant (2006) remet als corses, cotilles i mirinyacs d’època barroca, avocant la compressió que aquestes peces causaven al cos. Juga amb el blanc, que és el color de les cotilles, de l’opressió, i el negre que allibera el cos d’aquest ofec però alhora simbolitza també la mort.
L’any 2009, la col·lecció Framing recordava el luxe de la indumentària dels segles XVI i XVII i ho feia establint un lligam entre els vestits, les arts plàstiques i els marcs pictòrics. Els vestits esdevenien objectes amb volums geomètrics que, sobre fons clar, ressaltaven la figura i, sobre fons fosc, feien l'efecte contrari.
Amb la col·lecció Conventual, premiada el 2016 a la pasarel·la 080, Txell Miras va evocar la sobrietat i senzillesa de la indumentària religiosa i en va traspassar les fronteres formals. Seguint amb els colors negre i blanc, i amb una gamma de grisos i marrons, les peces eren de llana, jacquard, neoprè, viscosa o bambula.
Dos anys més tard, al 2018, va presentar la col·lecció Clínic, inspirada en l'Hospital de Sant Pau de Barcelona com espai de trobada de la vida amb la mort. El blanc de les peces representava la fredor asèptica, el vermell el patiment, el verd l'esperança, el blau la curació i el negre, de nou, la mort. Va emprar el cotó per a evocar la cura que infermeres i metges tenen dels malalts.
El Museu del Disseny de Barcelona conserva models pertanyents a les col·leccions Descorsetant, Framing i Conventual.